# Ohrazenice (Pardubice)
Ohrazenice (podle ČSÚ pomnožné, obecně pomnožné číslo i jednotné číslo rodu ženského) jsou část krajského města Pardubice nacházející se na severozápadě města a správně spadajícího s Doubravicemi, Rosicemi, Semtínem a Trnovou do městského obvodu Pardubice VII. Ze západu je ves oddělena od části Doubravice rychlostní silnicí a železniční tratí Pardubice – Hradec Králové, z jihu od Trnové silnicí II/211 Pardubice – Lázně Bohdaneč a z východu přímo sousedí s obcí Staré Hradiště.
Ohrazenice spadají do městského obvodu Pardubice VII, Rada městského obvodu Pardubice 7 zde zřídila Místní komisi scházející se jednou do měsíce. V Ohrazenicích proběhla v roce 2008 rozsáhlá rekonstrukce hlavní přípojné ulice (ulice Trnovská) směrem do centra společně s přestavbou křižovatky na kruhový objezd. Tato stavba byla vyhlášena jako nejlepší dopravně bezpečnostní stavba roku Pardubického kraje. V roce 2011 zde byla dokončena rekonstrukce parku Ohrádka s dětským hřištěm.

## Historie
První zmínka o obci pochází z roku 1436, kdy císař Zikmund Lucemburský zapsal hrad na Kunětické hoře, městečko Bohdaneč a velkou část vsí (mezi nimiž byla i Ohrazenice) z majetku zničeného Opatovického kláštera Diviši Bořku z Miletínka. Velký rozvoj obce nastal s rozvojem chemického průmyslu. Na přelomu 40. a 50. let 20. století zde pro zaměstnance VCHZ Synthesia byly vystaveny tzv. proudové a finské domky. V roce 1976 byla obec připojena k Pardubicím a po vzniku městských obvodů byla zařazena do obvodu Pardubice VII.

## Občanská vybavenost
Přímo v Ohrazenicích se nachází malý obchůdek a v docházkové vzdálenosti se nachází hypermarkety Globus, Albert a BauMax. Dále se přímo v Ohrazenicích nachází praktický, zubní a dětský lékař a lékárna.

### Doprava
Do Ohrazenic zajíždějí několikrát za hodinu spoje pardubických městských autobusových linek číslo 13 a 17. Po okraji obce prochází železniční trať 031 Pardubice – Hradec Králové a na zdejší zastávce Pardubice-Semtín staví všechny osobní vlaky v obou směrech.

### Vzdělání a sport
V současnosti se v Ohrazenici nachází mateřská škola pro 100 dětí a devítiletá základní škola ZŠ Ohrazenice se sportovními třídami zaměřenými na fotbal. I díky spolupráci základní školy s fotbalovým klubem FK Pardubice zde vyrostlo fotbalové centrum s hřištěm s umělou trávou a několika dalšími tréninkovými plochami. Pro širokou veřejnost je možnost pravidelného cvičení v tělocvičně základní školy pod hlavičkou Klubu SPV Pardubice.